# 1982 في السعودية
تحتوي هذه المقالة على أهم الأحداث التي شهدتها السعودية في 1982، إضافة إلى أهم الشخصيات السعودية التي وُلدت أو تُوفيت في هذه السنة.

## السياسة

### الحكم
- الملك: خالد بن عبد العزيز آل سعود، حتى 13 يونيو.[1]

- الملك: فهد بن عبد العزيز آل سعود، منذ 13 يونيو.

### تعيينات

#### يونيو
- 13: عبد الله بن عبد العزيز آل سعود، وليّاً للعهد.[2]

## أحداث
- تأسيس العربية للعود.
- إنشاء مستشفى الملك خالد الجامعي.

### يناير
- 1: ولي العهد فهد بن عبد العزيز يحمل مصر مسؤولية إعادة جزيرتي تيران وصنافير إلى السعودية وكانت قد احتلتهما إسرائيل بينما كانتا تحت الحماية المصرية.[3]
- 16: وصول الدفعة الأولى من الطائرات المقاتلة الأمريكية إف-15 إلى السعودية.[4]
- 31: وزير الدفاع والطيران يعلن حصول السعودية على أسلحة فرنسية، كما تسعى للحصول على أسلحة أخرى من الدول الصناعية التي تربطها علاقات بالمملكة.[5]

### فبراير
- 8: الملك خالد يبعث برسالة إلى الرئيس السوداني جعفر النميري يؤكد فيها تضامنه مع السودان والوقوف بجانبه لتخطي الأزمة التي يعاصرها.[6]
- 9: توقيع اتفاقية بين السعودية والولايات المتحدة لتشكيل لجنة عسكرية مشتركة.[6]
- 21: قيام السعودية بالمطالبة بإنشاء شبكة أمنية إقليمية في الدول العربية وذلك لمكافحة التنظيمات المتطرفة.[7]
- 23: توقيع اتفاقية بين السعودية وعُمان للتعاون في مجال الأمن الداخلي.[8]

### مارس
- 10: قيام السعودية بتحذير إيران من توسيع نطاق الحرب مع العراق.[9]
- 15: قيام رؤساء أركان دول مجلس التعاون الخليجي ببحث سبل تنسيق وتنمية القدرات الدفاعية لها.[10]
- 29: ولي العهد فهد بن عبد العزيز يعلن عن إقرار المملكة إنشاء مجلس للشورى وإصدار الميثاق الأساسي لها بداية من شهر يوليو من نفس السنة.[11]

### أبريل
- 7: وزير البترول السعودي يحذر من أن الاتحاد السوفيتي يهدف إلى السيطرة على الحقول البترولية الموجودة في الخليج.[12]
- 14: الملك خالد يدعو الدول الإسلامية إلى الإضراب احتجاجاً على حادثة الاعتداء على المسجد الأقصى وتضامناً مع الشعب الفلسطيني.[13]
- 17: قيام رئيسة وزراء الهند أنديرا غاندي بزيارة رسمية إلى السعودية تناولت فيها لمسألة الأمن في المحيط الهندي وارتباطه بأمن منطقة الخليج، كما أكدت دعم بلادها للقضية الفلسطينية والسلام في الشرق الأوسط.[14]
- 23: وزير الإعلام السعودي يصدر قراراً بالسماح للصحف والمجلات المصرية بدخول السعودية.[15]

### مايو
- 10: وزير الداخلية نايف بن عبد العزيز يرحب بعودة تضامن الدول العربية مع مصر، كما أكد ناطق رسمي بأن عودة العلاقات الدبلوماسية معها ستكون بشكل مشترك.[16]
- 15: وزير الدفاع السعودي يصرح بأن استمرار الحرب العراقية الإيرانية سيعمل على تحويل منطقة الخليج ساحة مواجهة سوفيتية أمريكية.[17]
- 18: قيام السعودية بقطع علاقاتها الدبلوماسية مع زائير،[18] بعد أن طلبت منظمة المؤتمر الإسلامي من الدول الأعضاء مقاطعة زائير وكوستاريكا.[17]
- 26: ولي العهد فهد بن عبد العزيز يدعو إلى الحل السلمي في سبيل إنهاء الحرب العراقية الإيرانية.[19]
- 29: قيام السعودية بقطع علاقاتها السياسية والاقتصادية كافة مع كوستاريكا.[20]
- 30: انعقاد قمة لمجلس التعاون الخليجي بالرياض دعا من خلالها إلى إنهاء الحرب العراقية الإيرانية وذلك تجنباً لتدخل القوى العظمى.[20]

### يونيو
- 5: وزير الدفاع السعودي يؤكد بأنه من الصعب قبول هزيمة العراق وأن ذلك يعني تحول ميزان القوى في المنطقة، وكذلك من الصعب قبول هزيمة إيران.[21]
- 8: الملك خالد يدعو العالم الإسلامي إلى التكاتف في مواجهة العدوان الصهيوني.[22]
- 14: الملك فهد يؤكد لرئيس منظمة التحرير الفلسطينية ياسر عرفات بأن السعودية سوف تعمل كل ما بوسعها في سبيل سحب القوات الإسرائيلية من لبنان.[23]

### يوليو
- 13: وزراء خارجية دول مجلس التعاون الخليجي ينددون باستخدام الولايات المتحدة للفيتو في مجلس الأمن، وطالبوا المجلس الدولي إلى فرض عقوبات اقتصادية على إسرائيل.[24]
- 19: وزير الخارجية السعودي يطالب الولايات المتحدة برفع الحصار الإسرائيلي عن بيروت والانسحاب من لبنان.[25]

### سبتمبر
- 19: السعودية تطالب الولايات المتحدة والقوى الدولية بتحمل مسؤولياتها تجاه المذبحة الحاصلة في بيروت.[26]
- 27: الملك فهد يوجه نداءً إلى العالم الإسلامي بخصوص العدوان الإسرائيلي على لبنان والحرب العراقية الإيرانية والغزو السوفيتي في أفغانستان والحث على تقديم الدعم للفلسطينيين.[27]

### أكتوبر
- إصدار العدد الأول من مجلة أشبال السعودية.
- 3: صدور بيان رسمي عن السعودية تناشد فيه العراق وإيران إلى إنهاء الحرب وأن تستجيبا لمحاولات الوساطة بينهما.[28]
- 8: السعودية تعتقل 69 حاجاً إيرانياً قاموا بمظاهرات ضد السلطات السعودية في المدينة المنورة.[29]
- 18: وزراء داخلية دول مجلس التعاون الخليجي يعقدون اجتماعات خاصة بالأمن المشترك والتي ترى السعودية ضرورته في مواجهة تهديد إيران إلا أن الاجتماعات لم تسفر عن التوصل إلى اتفاق.[30]
- 28: إعصار يضرب مدينة الخفجي شمال شرق البلاد ويخلف 14 قتيلاً وأكثر من 50 جريحاً.[31]

### ديسمبر
- 6: السعودية تحذر بريطانيا من إمكانية تعرضها إلى مقاطعة اقتصادية عربية شاملة وذلك على خلفية رفضها استقبال ممثل فلسطيني في وفد قمة فاس.[32]
- 11: وزير الإعلام السعودي يعلن بأن السعودية ترى بأنه لم يحن الوقت بعد لإقامة علاقات دبلوماسية مع الاتحاد السوفيتي أو الصين الشعبية.[33]
- 21: السعودية تُحمِّل إيران وليبيا وفنزويلا ونيجيريا مسؤولية بيع النفط بسعر منخفض مما يؤثر سلباً على منظمة أوبك.[34]

## مواليد
- - فهد الحريري، رجل أعمال لبناني سعودي وهو أحد أبناء رئيس وزراء لبنان السابق رفيق الحريري.

### يناير
- 1: فيصل العيسى، ممثل.

### فبراير
- 2: ناجي مجرشي، لاعب كرة قدم.[35]
- 15:
  - سارة عبد الجواد، سبّاحة إيقاعية مصرية.
  - هبة عبد الجواد، سبّاحة إيقاعية مصرية.
- 25: نايف عيسى الظفيري، لاعب كرة قدم.

### مارس
- 3: حامد البيشي، منافِس أوليمبي.
- 8: كريغ ستانسبيري، لاعب كرة قاعدة أمريكي.[36]
- 11: حسين النجعي، لاعب كرة قدم.[37]
- 15: محمد خوجة، لاعب كرة قدم.[38]
- 18: عبد العزيز عبد الرحمن، مغني.

### أبريل
- 18: إبراهيم حسن عسيري، قيادي في تنظيم القاعدة في جزيرة العرب.
- 24: يوسف الموينع، لاعب كرة قدم.[39]

### مايو
- 10: محمد ربيع، لاعب كرة قدم.
- 15: عبد المطلب الطريدي، لاعب كرة قدم.
- 21: ماجد المرحوم، لاعب كرة قدم.
- 24: حسن الصندل، لاعب كرة قدم.
- 25: محمد الشهراني، لاعب كرة قدم.
- 28: حسين التركي، لاعب كرة قدم.

### يونيو
- 1: وليد الجحدلي، لاعب كرة قدم.
- 13: بدر الخراشي، لاعب كرة قدم.
- 22: حمد المنتشري، لاعب كرة قدم.[40]

### يوليو
- 1:
  - عبد الرحمن البيشي، لاعب كرة قدم.
  - فهد عداوي، لاعب كرة قدم.
- 6: وليد العلياني، لاعب كرة قدم.
- 14: أحمد الخير، لاعب كرة قدم.

### أغسطس
- 17: حسن عبد الفتاح، لاعب كرة قدم أردني.
- 29: كامل الموسى، لاعب كرة قدم.[41]

### سبتمبر
- 4: صالح بشير، لاعب كرة قدم.[42]
- 5: عبد العزيز بن طلال بن عبد العزيز آل سعود، رئيس مجلس أمناء الجامعة العربية المفتوحة وهو أحد أبناء الأمير طلال.
- 17: عيسى آل عباس، لاعب كرة قدم.

### أكتوبر
- 1: إبراهيم المغنم، لاعب كرة قدم.
- 9: فايز السبيعي، لاعب كرة قدم.
- 10: ياسر القحطاني، لاعب كرة قدم.[43]

### ديسمبر
- 22: برج معوضة، لاعب كرة قدم.

## وفيات

### مايو
- 1: حسين بن ناصر، سياسي ودبلوماسي أردني شغل منصب رئيس الوزراء في الأردن، من مواليد الطائف (و. 1902).

### يونيو
- 13: خالد بن عبد العزيز آل سعود، الملك الرابع للمملكة العربية السعودية (و. 1913).